# Великі перегони (анімаційний серіал)
«Великі перегони» — українське сатиричне політичне шоу, що виходило на початку 2000-х років. У цій програмі всі ролі виконував актор Віктор Андрієнко, чиї рухи використовувалися для створення анімаційних персонажів. Шоу висміювало актуальні політичні події та діячів того часу, використовуючи гумор та сатиру. Цей проєкт став однією з перших спроб української політичної телесатири в 90-х роках.
Шоу стартувало у жовтні 1999 році спеціально до президентських виборів, а згодом почало іронізувати і над передвиборчою кампанією до парламентських виборів 2002 року року.
Проєкт швидко набув популярності завдяки своїй новаторській формі — усі персонажі були створені за допомогою комп'ютерної графіки на основі рухів одного актора, що на той час було нетиповим для українського телебачення. Глядачі позитивно сприйняли гумористичний підхід до серйозних політичних тем, а сам формат став впливовим прикладом політичної сатири на телебаченні. «Великі перегони» не лише розважали, а й спонукали до критичного осмислення виборчого процесу та ролі політиків у суспільстві.

## Основні персонажі та сюжет

Кадр з анімаційного шоу «Великі Перегони»

Сатиричне шоу «Великі перегони» висміювало відомих українських політиків, які були активно присутні у публічному політичному житті наприкінці 1990-х і на початку 2000-х років. У центрі багатьох серій перебував президент Леонід Кучма. Також у шоу регулярно з'являлись Олександр Мороз, Петро Симоненко, Віктор Ющенко, Віктор Медведчук, Віктор Пинзеник і Наталія Вітренко.
Персонажі потрапляли у різноманітні вигадані ситуації, часто далекі від реальної політики. Вони з'являлись у ролях римських правителів, солдатів армії, ковбоїв Дикого Заходу, аристократів XIX століття або казкових героїв у стилі барона Мюнхгаузена. Такий підхід дозволяв авторам шоу сатирично переосмислювати дійсність, роблячи політичні процеси ще більш абсурдними та гротескними.

## Виробництво
Проєкт «Великі перегони» стартував у жовтні 1999 року. Його особливістю стало використання новітньої на той час анімаційної технології, яка працювала за принципом аплікації. Такий підхід дозволяв створювати по одній серії щотижня — досить швидко для анімаційного формату. Сюжет кожної серії був самостійним, завершеним і тривав від 7 до 15 хвилин. Події розгорталися у найрізноманітніших декораціях: у різні історичні епохи, на різних континентах і в несподіваних ігрових умовах, а головними героями були українські політики, представлені в сатиричному світлі.
Над проєктом працювала команда з близько 20 людей: сценаристи, оператор, освітлювачі, костюмери, відеоінженери, музиканти, актори-імітатори. Водночас усі ролі фізично виконував лише один актор — Віктор Андрієнко. Завдяки його гнучкості й акторській майстерності кожен персонаж мав свою унікальну пластику та характер, що значно полегшувало роботу художникам-аніматорам.
Процес виробництва складався з кількох послідовних етапів. Спочатку команда отримувала сценарій і створювала розкадровку, схожу на комікс, де продумувались усі сцени. Далі проходили зйомки: Віктор Андрієнко перевтілювався у різних персонажів у відповідних костюмах. Отримане відео оцифровували та розрізали на окремі елементи для подальшої анімації. Фони створювалися окремо — змодельовані середовища комбінували з персонажами. Озвучуванням займалися сам Андрієнко, актор Юрій Коваленко та інші імітатори. Музику до шоу писали Ігор Мельничук і Павло Крохмальов, які раніше були учасниками гурту «Брати Гадюкіни», під студійним лейблом «Гадюкини рекордз».
Після озвучки відбувалося «оживлення» — додавалася артикуляція, а потім вже повноцінна анімація персонажів та фонів. Завершальним етапом був монтаж: фінальний рендер, переведення з цифрового формату в аналоговий та зведення всіх елементів в єдине ціле.
Такий процес дозволив створити динамічний, яскравий і технологічно новаторський для свого часу телевізійний продукт, який залишив помітний слід в історії української політичної сатири.

## Значення
«Великі перегони» стали першим в Україні прикладом повноцінної телевізійної політичної сатири у форматі анімації. У час, коли українське телебачення тільки починало шукати нові форми висловлення й експериментувати зі стилістикою, цей проєкт зумів поєднати гумор, технології та актуальну політичну тематику в одному сміливому форматі. Завдяки сатиричному погляду на діяльність українських політиків, шоу виконувало не лише розважальну, а й просвітницьку функцію — глядачі мали можливість поглянути на політичні події крізь призму іронії та критичного мислення.
Особливу цінність «Великі перегони» мали ще й через свою технічну реалізацію. Використання анімації на основі відеозйомки одного актора було на той момент унікальним не лише в Україні, а й у ширшому пострадянському просторі. Такий підхід дозволяв створювати швидкий, влучний і впізнаваний контент, що приваблював глядача і відрізнявся від традиційного телевізійного формату.
Попри сатиричний характер, шоу не перетворювалося на грубу критику — воно залишалося легким, дотепним і водночас точним у своїх спостереженнях. Завдяки цьому «Великі перегони» стали свого роду культурним маркером політичного життя України кінця 90-х — початку 2000-х років. Навіть попри обмежену кількість епізодів, проєкт залишив по собі помітний слід у пам'яті глядачів і вплинув на подальший розвиток політичного гумору в українському медіапросторі.

## Список серій
| Дата виходу | Назва (умовна)            | Опис |
| ----------- | ------------------------- | ---- |
| 2000 04/16  | Буржуазна революція       |      |
| 2000 04/23  | Карлсон знову повернувся  |      |
| 2000 05/28  | Чапай                     |      |
| 2002        | Консультанти зі Сходу     |      |
| 2000 10/15  | Стратегічне партнерство   |      |
| 2000 11/19  | Здравствуйте, я ваша тётя |      |
| 2000 11/26  | Мушкетери                 |      |
|             | Пристрасті по Бастилії    |      |
| 2000 10/29  | День комсомолу            |      |
|             | Брати Раскольнікови       |      |
| 2000 10/12  | Відкриття Америки         |      |
|             | Останній герой            |      |
|             | Неофіційні підсумки       |      |
| 2002        | Куміте                    |      |
|             | Зимова олімпіада          |      |
|             | Містер Ікс                |      |